# Licania hoehnei
Licania hoehnei är en tvåhjärtbladig växtart som beskrevs av Pilg.. Licania hoehnei ingår i släktet Licania och familjen Chrysobalanaceae. Inga underarter finns listade i Catalogue of Life.